# Raja Club Athlétic Casablanca
El Raja Club Athlétic Casablanca (àrab: نادي الرجاء الرياضي, Nādī ar-Rajāʾ ar-Riyāḍī, ‘Club Esportiu de l'Esperança’, conegut com a الرجاء البيضاوي, ar-Rajāʾ al-Bayḍāwī, ‘l'Esperança de Casablanca’) és un club esportiu de la ciutat de Casablanca, al Marroc.

## Presidents
- 1981 - 1984: Abdellah El Ferdaous
- 1985 - 1989: Abdelkader Retnani
- 1990 - 1992: Mhamed Aouzal
- 1992 - 1998: Abdellah Rhallam
- 1998 - 2002: Ahmed Ammor
- 2002 - 2004 : Abdesslam Hanat
- 2004 - 2007: Abdelhamid Souiri
- 2007 - 2012: Abdellah Rhallam
- 2012 - Avui: Mohamed Boudrika

## Palmarès
- Supercopa africana de futbol:
  - 1999, 2019
- Copa afro-asiàtica de futbol:
  - 1999
- Lliga de Campions de la CAF:
  - 1989, 1997, 1999
- Copa Confederació Africana de futbol:
  - 2018
- Copa de la CAF de futbol:
  - 2003
- Copa de Clubs de la UNAF:
  - 2015
- Lliga marroquina de futbol:[1]
  - 1988, 1996, 1997, 1998, 1999, 2000, 2001, 2004, 2009, 2011, 2013, 2020
- Copa marroquina de futbol:[2]
  - 1974, 1977, 1982, 1996, 2002, 2005, 2012, 2017
- Copa aràbiga de futbol:
  - 2006
- Copa aràbiga d'estiu:
  - 2007

## Jugadors destacats
- Abdelmajid Dolmy
- Moustapha Moustawdaa
- Mouhssine Iajour
- Soufiane Alloudi
- Salaheddine Bassir
- Youssef Safri
- Talal El Karkouri
- Bouchaib El Moubarki
- Alain Gouaméné
- Amin Erbati
- Dieudonné Londo
- Yssouf Kone

## Colors
Els colors tradicionals del club són el verd i el blanc.